# Wagnerseinzel
Wagnerseinzel ist ein Gemeindeteil der Stadt Gefrees im Landkreis Bayreuth (Oberfranken, Bayern). Wagnerseinzel liegt in der Gemarkung Falls.

## Geografie
Die Einöde liegt unmittelbar nördlich einer Photovoltaikanlage, die sich bei der Anschlussstelle 37 der Bundesautobahn 9 befindet. Ein Wirtschaftsweg führt 450 Meter westlich nach Falls.

## Geschichte
Infolge des Ersten Gemeindeedikts wurde Wagnerseinzel dem 1812 gebildeten Steuerdistrikt Marktschorgast und der zugleich entstandenen Ruralgemeinde Falls zugewiesen. In der Bayerischen Uraufnahme wurde der Ort als Wagners verzeichnet. Das Anwesen trug die Hausnummer 18 des Ortes Falls. Im Zuge der Gebietsreform in Bayern wurde Wagnerseinzel am 1. Mai 1978 nach Gefrees eingemeindet.

### Einwohnerentwicklung
| Jahr      | 001819 | 001861 | 001871 | 001885 | 001900 | 001925 | 001950 | 001961 | 001970 | 001987 |
| Einwohner | *      | 10     | 10     | 6      | 6      | 4      | 13     | 3      | 2      | 3      |
| Häuser    |        |        |        | 1      | 1      | 1      | 1      | 1      |        | 1      |
| Quelle    | [ 9 ]  | [ 10 ] | [ 11 ] | [ 12 ] | [ 13 ] | [ 14 ] | [ 15 ] | [ 16 ] | [ 17 ] | [ 1 ]  |

## Religion
Die Katholiken sind nach St. Jakobus der Ältere (Marktschorgast) gepfarrt, die Protestanten nach St. Georg (Streitau).